# Morgan Reeser
Morgan Reeser   (Fort Lauderdale, 14 de novembre de 1962) és un regatista estatunidenc vencedor d'una medalla olímpica.
El 1992 va prendre part en els Jocs Olímpics d'Estiu de Barcelona, on va guanyar la medalla de plata en la categoria classe 470 del programa de vela. Va compartir vaixell amb Kevin Burnham. Quatre anys més tard, als Jocs d'Atlanta, fou vuitè en la mateixa prova amb el mateix company d'equip.
Reeser estudià a la Universitat de Miami.